# 4 februari
4 februari is de 35ste dag van het jaar in de gregoriaanse kalender. Hierna volgen nog 330 dagen (331 dagen in een schrikkeljaar) tot het einde van het jaar.

## Gebeurtenissen
- Algemeen

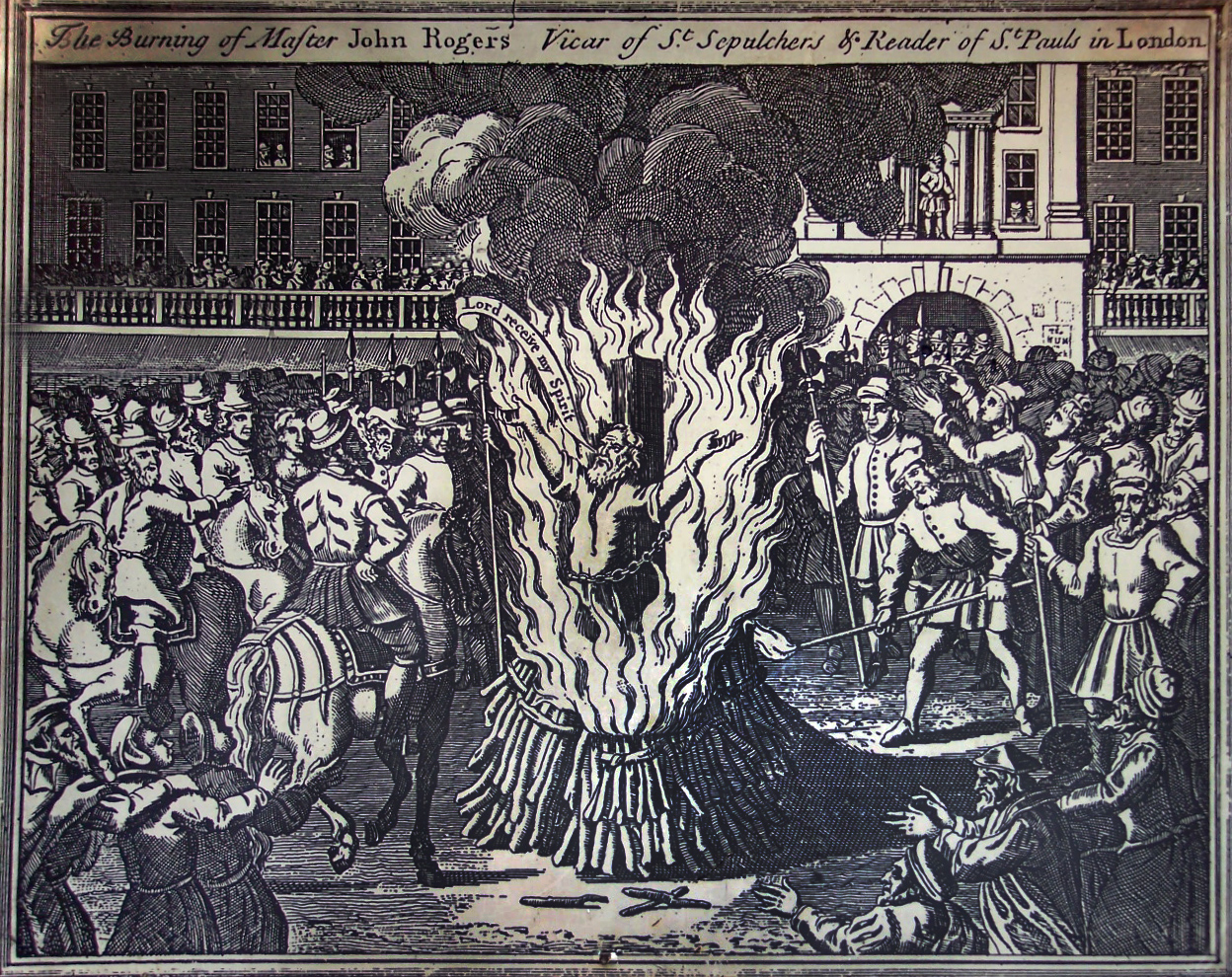
John Rogers werd verbrand voor ketterij op 4 februari 1555

  - 1794 - Frankrijk schaft de slavernij af. Tijdelijk, zoals later blijkt.
  - 1805 - In Parijs vindt de eerste huisnummering in de geschiedenis plaats.
  - 1815 - Oprichting van het Groninger Studenten Corps Vindicat atque Polit, de oudste studentenvereniging van Nederland.
  - 1904 - De stoomtrawler Judith uit Vlaardingen vergaat, 9 doden.
  - 1974 - Patricia Hearst (19), kleindochter van uitgever Randolph Hearst wordt ontvoerd door het Symbionese Liberation Army.
  - 1976 - 22.000 mensen komen om bij een aardbeving in Guatemala en Honduras.
  - 1998 - Bill Gates wordt bij een bezoek aan Brussel met een taart besmeurd.
  - 2000 - Het best verkochte personal computerspel, The Sims, verschijnt op de markt.
  - 2003 - Joegoslavië wordt hernoemd tot Servië en Montenegro.
  - 2015 - In Taiwan stort een vliegtuig van TransAsia Airways neer in een rivier. Tientallen passagiers komen om het leven.
  - 2023 - Bij East Palestine in de Amerikaanse staat Ohio ontsporen 50 wagons van een goederentrein en vatten daarna vlam. Volgens meteorologen zijn de dikke rookwolken te zien op de weerradar. Het is niet van alle wagons duidelijk wat er precies in zit.[1]
- Criminaliteit en veiligheid
  - 1976 - Op de dag af, twee jaar na haar ontvoering, begint het proces tegen Patricia Hearst (21) wegens lidmaatschap van de criminele organisatie van haar ontvoerders en het deelnemen aan een gewapende overval.
  - 1997 - O.J. Simpson wordt civielrechtelijk aansprakelijk gesteld voor de moord op Ron Goldman en Nicole Simpson.
  - 2025 - Bij een schietpartij in Örebro, Zweden komen 11 mensen om, onder wie de dader.
- Economie
  - 2009 - De 150 jaar oude firma Märklin, een bekende fabrikant van modeltreinen, vraagt uitstel van betaling aan.
- Kunst en cultuur
  - 1730 - De opera Artaserse van de Italiaanse componist Leonardo Vinci gaat in première in Rome.
  - 2010 - Het beeldhouwwerk L'Homme qui marche I van Alberto Giacometti wordt in Londen verkocht voor 65 miljoen pond sterling, het hoogste bedrag ooit voor een geveild kunstwerk.
- Media
  - 1941 - De Maasbode wordt door de Duitse bezetter verboden en verschijnt niet meer.
  - 1962 - De Londense krant The Sunday Times geeft voor het eerst de zondagsbijlage in kleurendruk uit.
  - 2004 - Oprichting van de sociaalnetwerksite Facebook.
  - 2024 - RTL 4 zendt de eerste aflevering van het nieuwe seizoen van het televisieprogramma Campingtijd uit. De presentatie van het informatieve reisprogramma is in handen van Koert-Jan de Bruijn en Saskia Weerstand.[2]
  - 2024 - Omroep MAX zendt op NPO 1 het televisieprogramma Beppie Kraft - Limburgs Fenomeen uit. De documentaire schetst een portret van de 77-jarige Limburgse zangeres Beppie Kraft.[3]
- Muziek
  - 1977 - Het album Rumours van Fleetwood Mac komt uit.[4]
  - 2020 - Via sociale media maakt zanger Marco Borsato openbaar, dat hij en zijn vrouw Leontine Ruiters na 22 jaar huwelijk, uit elkaar gaan.[4]
- Oorlog
  - 1783 - Het Verenigd Koninkrijk kondigt aan de vijandelijkheden tegen de Verenigde Staten te staken, eind van de Amerikaanse Onafhankelijkheidsoorlog.
  - 1932 - Japan bezet Harbin in China.
  - 1945 - Het Von Rundstedt-offensief faalt en de laatste Duitse troepen worden geëvacueerd.
  - 1989 - In Angola wordt een nieuwe wet van kracht die amnestie verleent aan alle strijders van UNITA, de verzetsbeweging van Jonas Savimbi.
- Politiek
  - 211 - Septimius Severus overlijdt na een regeerperiode van 18 jaar te Eboracum (huidige York) in Brittannië. Hij wordt opgevolgd door zijn zoons Caracalla en medekeizer Geta.
  - 900 - De 6-jarige Lodewijk het Kind, een zoon van keizer Arnulf van Karinthië, wordt in Forchheim met steun van de adel tot koning van het Oost-Frankische Rijk gekroond.
  - 1789 - George Washington wordt unaniem tot eerste President van de Verenigde Staten gekozen.
  - 1861 - Stichting van de Geconfedereerde Staten van Amerika.
  - 1920 - Duitsland staat Hlučínsko af aan Tsjecho-Slowakije.
  - 1948 - Ceylon wordt onafhankelijk.
  - 1969 - Yasser Arafat wordt voorzitter van de PLO.
  - 1999 - Hugo Chávez wordt tot president van Venezuela gekozen.
  - 2011 - Meerdere deelgemeenten in Rotterdam stoppen voorlopig met het etnisch registreren van onder andere probleemjongeren.
- Recreatie
  - 2021 - Super Nintendo World opent in Universal Studios Japan.
- Religie
  - 362 - Keizer Julianus Apostata kondigt de godsdienstvrijheid af. Hij verbiedt aan de christenen retorica (welsprekendheid) en grammatica (systematiek van een taal) te leren.
  - 1381 - Adolf van Nassau-Wiesbaden-Idstein wordt bevestigd als aartsbisschop en keurvorst van Mainz door paus Urbanus VI en rooms-koning Wenceslaus.
- Sport
  - 1895 - Oprichting van de Noorse voetbalclub Hønefoss BK.
  - 1899 - De Duitse voetbalclub Werder Bremen wordt opgericht.
  - 2023 - De Nederlandse atlete Femke Bol loopt bij een indoortoernooi in Boston een wereldrecord van 1:05.63 op de incourante 500 meter. Ze is de eerste vrouw die deze afstand in een tijd onder 1:06 loopt.[5][6]
  - 2023 - Bij het WK veldrijden in het Noord-Brabantse Hoogerheide wordt het erepodium volledig bezet door Nederlandse rijdsters. Fem van Empel komt als eerste over de finish, Puck Pieterse en Lucinda Brand worden tweede en derde.[7]
  - 2023 - Antoinette Rijpma-de Jong wordt Nederlands kampioene op de 3.000 meter bij de Nederlandse kampioenschappen schaatsen afstanden 2023 in Heerenveen. Joy Beune schaatst naar zilver en Irene Schouten rijdt de derde tijd.[8]
  - 2023 - Patrick Roest rijdt de winnende tijd op de 1.500 meter bij de Nederlandse kampioenschappen schaatsen afstanden 2023 in Heerenveen en grijpt zijn tweede kampioenstitel van het toernooi. Thomas Krol en Kjeld Nuis komen in een onderlinge strijd nagenoeg gelijk over de finish en halen zilver en brons binnen.[9]
  - 2023 - Bij de Nederlandse kampioenschappen schaatsen afstanden 2023 in Heerenveen weet Femke Kok voor de tweede keer in haar loopbaan Nederlands kampioene op de 500 meter te worden. Jutta Leerdam heeft over twee races gemeten de tweede totaaltijd en Michelle de Jong wordt derde.[8]
  - 2024 - In Tábor (Tsjechië) wordt de Nederlander Mathieu van der Poel voor de zesde keer wereldkampioen veldrijden. Landgenoot Joris Nieuwenhuis pakt het zilver en de Belg Michael Vanthourenhout rijdt naar brons.[10]
- Wetenschap en technologie
  - 1941 - Roy Plunkett maakt – middels een octrooi-aanvraag – zijn uitvinding van teflon wereldkundig.
  - 1995 - Astronauten van Space shuttle Discovery lanceren tijdens missie STS-63 een zestal mini satellieten met als doel het kunnen kalibreren van apparatuur van NASA om ruimteafval te kunnen volgen.[11]
  - 2013 - Op een persconferentie meldt de Universiteit van Leicester dat het skelet dat enkele maanden geleden gevonden is bij een archeologische opgraving onder een parkeerterrein in Leicester, volgens DNA-tests toebehoort aan koning Richard III van Engeland.
  - 2021 - Lancering van een Falcon 9 raket van SpaceX vanaf Kennedy Space Center Lanceercomplex 40 voor de Starlink V1 L18 missie met 60 Starlink satellieten.[12]
  - 2021 - Lancering met een Lange Mars 3B/E raket van China Aerospace Science Corporation (CASC) vanaf lanceerbasis Xichang LC-3 van de TJS-6 missie (Tongxin Jishu Shiyan) met de gelijknamige Chinese satelliet die volgens openbare publicaties een communicatiesatelliet is. Volgens speculaties zou het (kunnen) gaan om een geheime militaire Huoyan-1 satelliet.[13]
  - 2024 - Russisch kosmonaut Oleg Kononenko neemt het wereldrecord van grootste aantal dagen doorgebracht in de ruimte over van kosmonaut Gennadi Padalka. Kononenko heeft ruim 878 dagen in de ruimte doorgebracht en verblijft nog steeds in het ISS.[14]

## Geboren

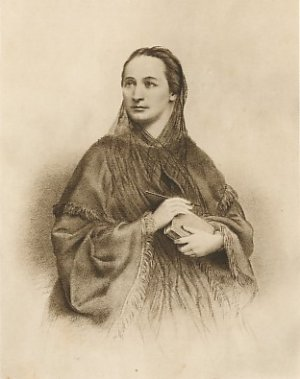
Božena Němcová,
geboren in 1820

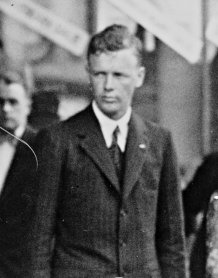
Charles Lindbergh,
geboren in 1902

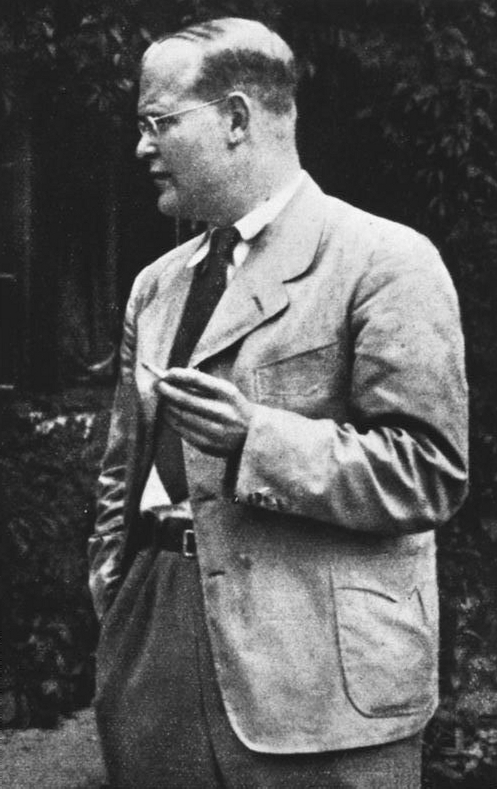
Dietrich Bonhoeffer,
geboren in 1906

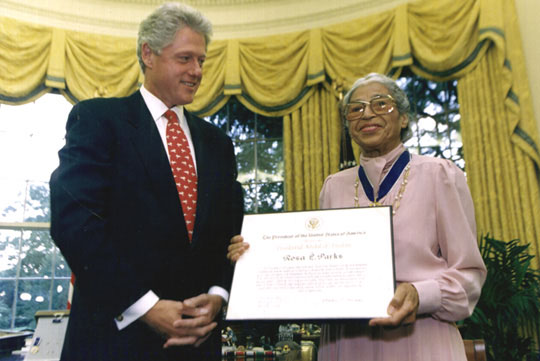
Rosa Parks,
geboren in 1913,
hier naast Bill Clinton

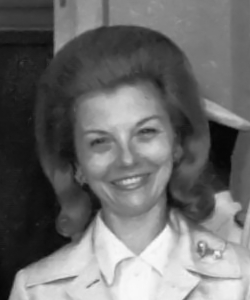
Isabel Martínez de Perón,
geboren in 1931

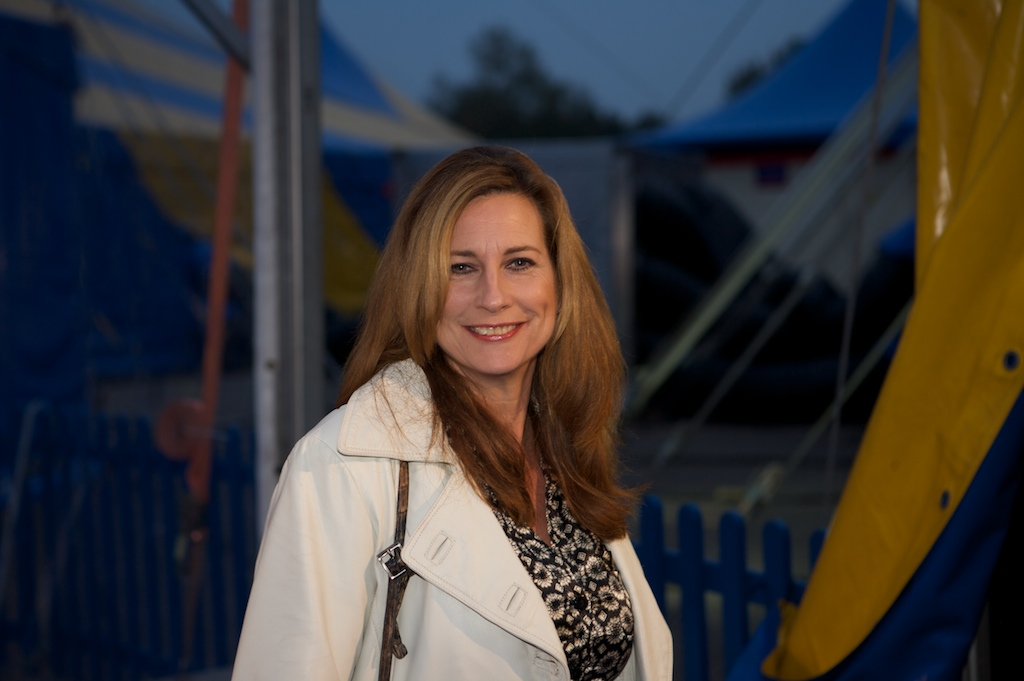
Carine Crutzen,
geboren in 1961

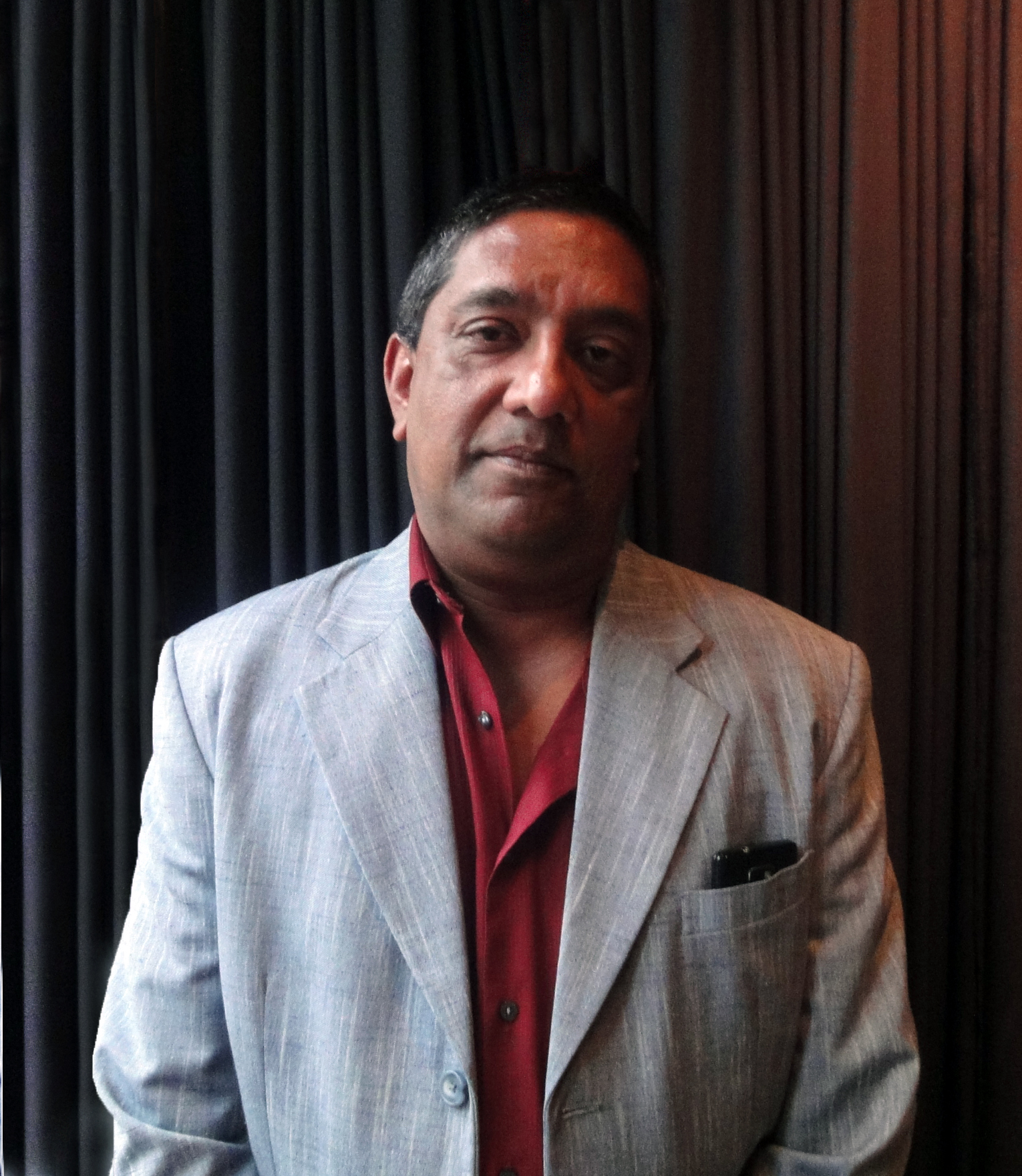
Prem Radhakishun,
geboren in 1962

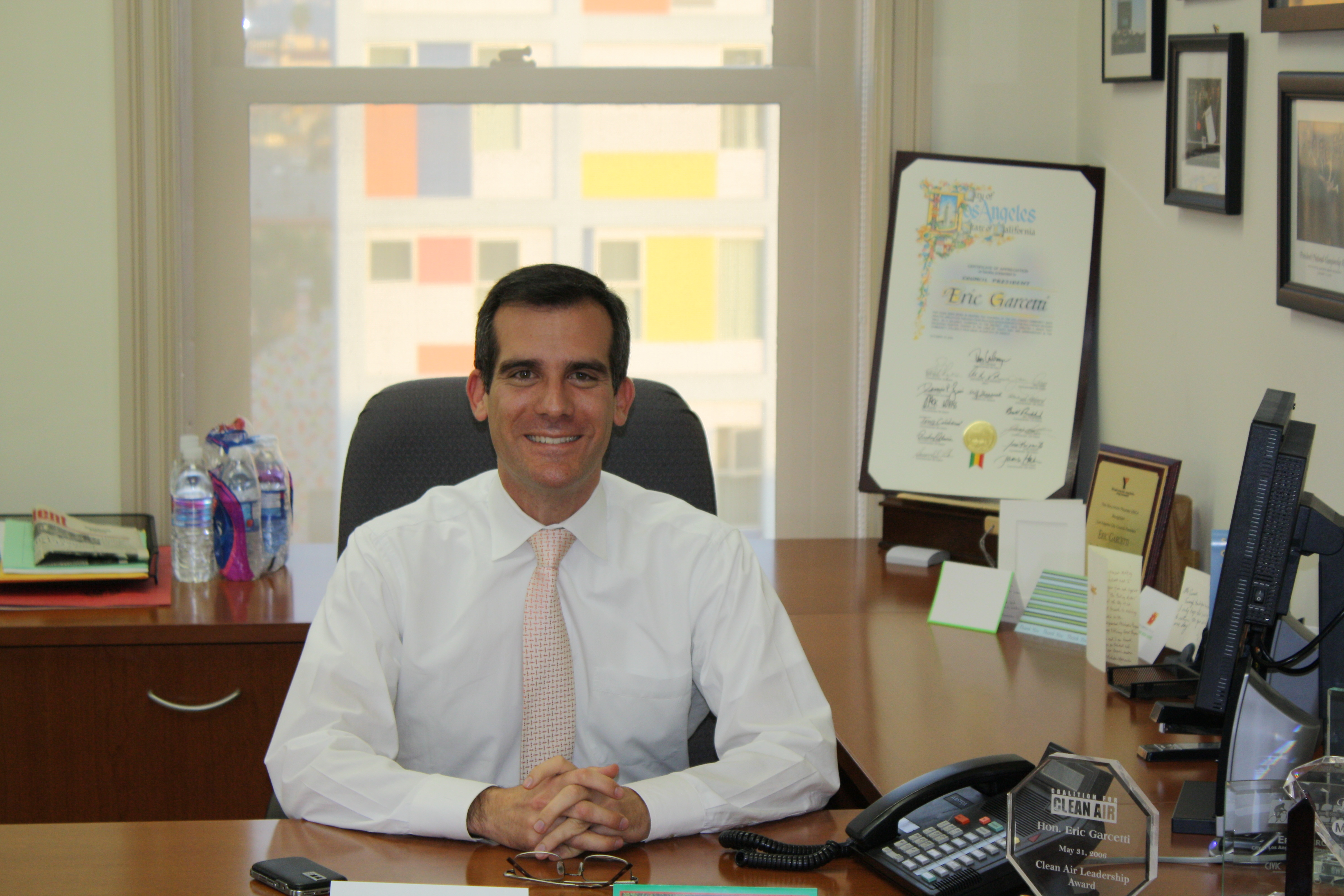
Eric Garcetti,
geboren in 1971

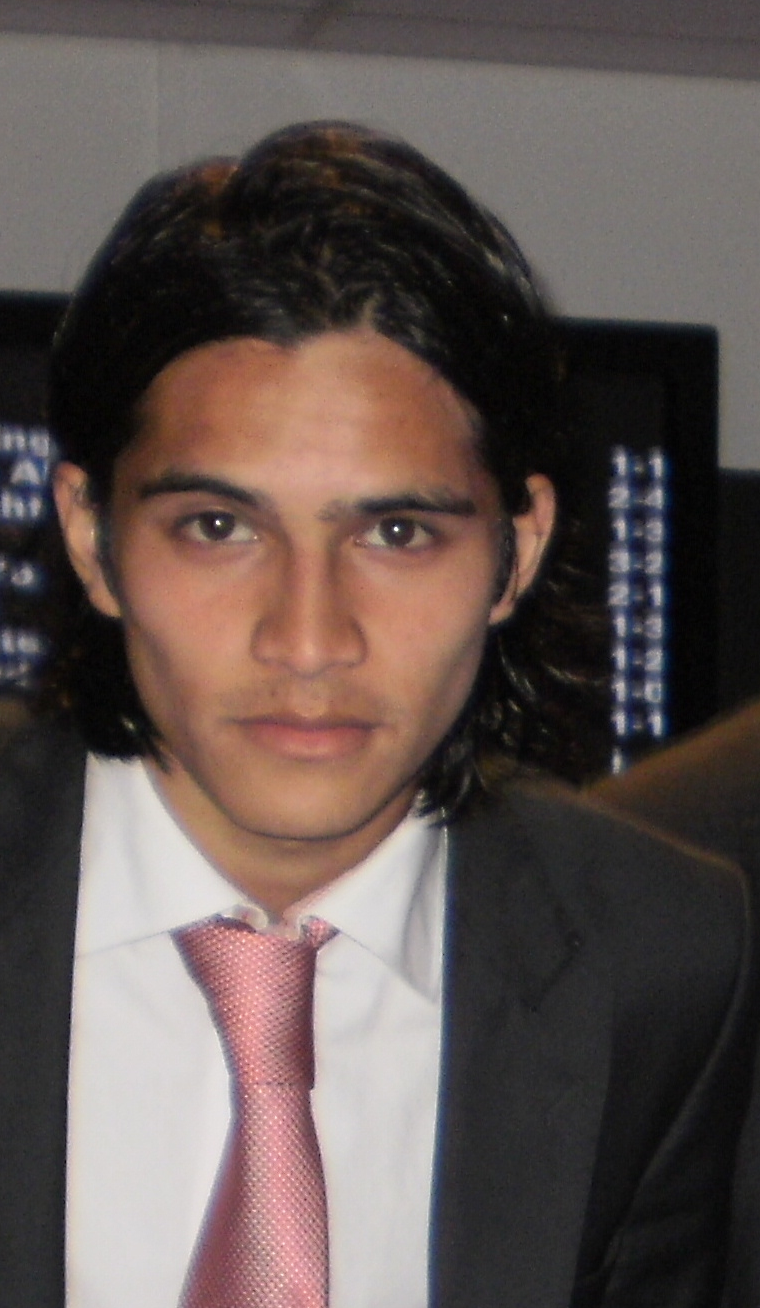
Navarone Foor,
geboren in 1992

- 1465 - Frans van Brederode, hoofdrolspeler in de Jonker Fransenoorlog tijdens de Hoekse en Kabeljauwse twisten (overleden 1490)
- 1690 - Christian Müller, Duits-Nederlands orgelbouwer (overleden 1762)
- 1688 - Pierre Carlet de Marivaux, Frans schrijver (overleden 1763)
- 1738 - Joachim Wilhelm von Brawe, Duits toneelschrijver (overleden 1758)
- 1740 - Carl Michael Bellman, Zweeds dichter en componist (overleden 1795)
- 1754 - Johann Nepomuk von Laicharting, Oostenrijks entomoloog (overleden 1797)
- 1764 - Carel Hendrik Ver Huell, Nederlands admiraal en politicus (overleden 1845)
- 1768 - Maurits Cornelis van Hall, Nederlands advocaat, rechter, politicus, dichter, vertaler en letterkundige (overleden 1858)
- 1786 - Maria Pavlovna van Rusland, grootvorstin van Rusland (overleden 1859)
- 1797 - Jacob Willem van den Biesen, Nederlands journalist en uitgever (overleden 1845)
- 1798 - John Cochrane, Schots schaker (overleden 1878)
- 1805 - William Harrison Ainsworth, Engels schrijver (overleden 1882)
- 1805 - Maria De Mattias, Italiaans ordestichtster en heilige (overleden 1866)
- 1808 - Josef Kajetán Tyl, Tsjechisch toneelschrijver (overleden 1856)
- 1811 - Aristide Cavaillé-Coll, Frans orgelbouwer (overleden 1899)
- 1811 - Pierre-Julien Eymard, Frans Rooms-katholiek priester en heilige (overleden 1868)
- 1820 - Božena Němcová, Tsjechisch schrijfster en dichteres (overleden 1862)
- 1830 - Elizabeth van Saksen, Saksisch prinses (overleden 1912)
- 1842 - Georg Brandes, Deens schrijver, denker en literatuurcriticus (overleden 1927)
- 1849 - Jean Richepin, Frans (toneel)schrijver en dichter (overleden 1926)
- 1854 - Franz Courtens, Belgisch kunstschilder (overleden 1943)
- 1862 - Édouard Estaunié, Frans ingenieur en schrijver (overleden 1942)
- 1862 - Hjalmar Hammarskjöld, Zweeds politicus en premier (overleden 1953)
- 1866 - František Krejčík, Tsjechisch componist en kapelmeester (overleden 1911)
- 1871 - Friedrich Ebert, Duits politicus (overleden 1925)
- 1873 - Oscar Van Schoor, Belgisch apotheker, esperantist en volkskundige (overleden 1936)
- 1875 - Ludwig Prandtl, Duits natuurkundige (overleden 1953)
- 1876 - Jean Henri Telders, Nederlands (lands)advocaat en procureur (overleden 1937)
- 1876 - Victor Vreuls, Belgisch componist en dirigent (overleden 1944)
- 1881 - Fernand Léger, Frans beeldend kunstenaar, vertegenwoordiger van het kubisme (overleden 1955)
- 1886 - Sune Almkvist, Zweeds voetballer (overleden 1975)
- 1895 - Nigel Bruce, Mexicaans-Brits acteur (overleden 1953)
- 1895 - Hanns Albin Rauter, Duits oorlogsmisdadiger (overleden 1949)
- 1895 - Annie Romein-Verschoor, Nederlands historica (overleden 1978)
- 1896 - Friedrich Hund, Duits natuurkundige (overleden 1997)
- 1897 - Ludwig Erhard, West-Duits bondskanselier (overleden 1977)
- 1898 - Shinsui Itō, Japans kunstschilder en prentkunstenaar (overleden 1972)
- 1900 - Jacques Prévert, Frans dichter, toneel- en scenarioschrijver (overleden 1977)
- 1901 - Willem Bokhoven, Nederlands waterpoloër (overleden 1982)
- 1902 - Charles Lindbergh, Amerikaans luchtvaartpionier (overleden 1974)
- 1902 - Jean van Silfhout, Nederlands zwemmer, waterpoloër en roeier (overleden 1956)
- 1903 - Alexander Imich, Pools-Amerikaans wetenschapper (overleden 2014)
- 1904 - Herman Bernard Wiardi Beckman, Nederlands politicus en verzetsstrijder (overleden 1945)
- 1906 - Dietrich Bonhoeffer, Duits kerkleider en theoloog (overleden 1945)
- 1906 - Nicholas Georgescu-Roegen, Roemeens wiskundige en econoom (overleden 1994)
- 1906 - Clyde Tombaugh, Amerikaans astronoom (overleden 1997)
- 1906 - Heinz Pollay, Duits ruiter (overleden 1979)
- 1908 - Julian Bell, Brits dichter (overleden 1937)
- 1909 - Koichi Kudo, Japans voetballer (overleden 1971)
- 1909 - Dirk Spierenburg, Nederlands ambtenaar en diplomaat (overleden 2001)
- 1910 - Uys Krige, Zuid-Afrikaans schrijver (overleden 1987)
- 1912 - Louis-Albert Vachon, Canadees kardinaal en aartsbisschop van Quebec (overleden 2006)
- 1912 - Albrecht Nicolaas de Vos van Steenwijk, Nederlands militair (overleden 1996)
- 1913 - Rosa Parks, Amerikaans burgerrechtenactiviste (overleden 2005)
- 1915 - Ray Evans, Amerikaans songwriter (overleden 2007)
- 1915 - Norman Wisdom, Engels acteur, komiek en zanger (overleden 2010)
- 1917 - Yahya Khan, Pakistaans politicus, president 1969-1971 (overleden 1980)
- 1917 - Franceska Mann, Pools ballerina (overleden 1943)
- 1918 - Ida Lupino, Brits-Amerikaans regisseur en actrice (overleden 1995)
- 1921 - Betty Friedan, Amerikaans feministe, schrijfster en activiste (overleden 2006)
- 1921 - Bep Leentvaar, Nederlands voetballer (overleden 2001)
- 1921 - Fatma Neslişah, Ottomaans prinses (overleden 2012)
- 1921 - Lea Smulders, Nederlands kinderboekenschrijfster (overleden 1993)
- 1921 - Lotfi Zadeh, Azerbeidzjaans-Amerikaans wiskundige (overleden 2017)
- 1924 - Karl Adam, Duits voetballer (overleden 1999)
- 1925 - Arne Åhman, Zweeds atleet (overleden 2022)
- 1926 - Godelieve Devos, Belgisch volksvertegenwoordiger en burgemeester (overleden 2016)
- 1926 - Albert Frère, Belgisch zakenman (overleden 2018)
- 1926 - Gyula Grosics, Hongaars voetballer (overleden 2014)
- 1927 - Tony Fruscella, Amerikaans jazztrompettist (overleden 1969)
- 1927 - Van Johnson, Amerikaans autocoureur (overleden 1959)
- 1928 - Vasili Boezoenov, Russisch voetballer (overleden 2004)
- 1928 - Kim Yong-nam, Noord-Koreaans politicus
- 1929 - Jerry Adler, Amerikaans theaterregisseur en acteur
- 1929 - Cor Geelhuijzen, Nederlands voetballer (overleden 2020)
- 1929 - Eduard Zimmermann, Duits journalist en televisiepresentator (overleden 2009)
- 1931 - Isabel Martínez de Perón, Argentijns president (1974-1976)
- 1932 - Fioen Blaisse, Nederlands beeldhouwster (overleden 2012)
- 1932 - Jacques Tonnaer, Nederlands politicus en burgemeester (overleden 2019)
- 1934 - Humberto Barbosa Tozzi (Humberto), Braziliaans voetballer (overleden 1980)
- 1936 - Jan Gmelich Meijling, Nederlands politicus (overleden 2012)
- 1936 - Daan van Golden, Nederlands kunstschilder (overleden 2017)
- 1937 - John Devitt, Australisch zwemmer (overleden 2023)
- 1937 - Piet van Hout, Nederlands burgemeester (overleden 2007)
- 1937 - Magnar Solberg, Noors biatleet
- 1937 - Willemijn Stokvis, Nederlands kunsthistorica
- 1938 - Wim Van Gansbeke, Belgisch theaterrecensent en programmasamensteller bij de VRT (overleden 2008)
- 1938 - Pieter Verhoeff, Nederlands filmregisseur (overleden 2019)
- 1938 - Ted White, Amerikaans schrijver
- 1939 - Siegfried Gilds, Surinaams politicus (overleden 2020)
- 1940 - Kent Broadhurst, Amerikaans acteur, scenarioschrijver en kunstschilder
- 1940 - Chiara Frugoni, Italiaans (kunst)historica (overleden 2022)
- 1940 - George A. Romero, Amerikaans-Canadees filmregisseur en scenarioschrijver (overleden 2017)
- 1940 - John Schuck, Amerikanns acteur
- 1941 - Mathilde van den Brink, Nederlands politica (overleden 2023)
- 1941 - Freddy Eugen, Deens wielrenner (overleden 2018)
- 1941 - John Steel, Brits drummer
- 1942 - Louis Ferron, Nederlands dichter en prozaschrijver (overleden 2005)
- 1942 - Frank Zander, Duits schlagerzanger, acteur en presentator
- 1943 - Svetlana Babanina, Russisch zwemster
- 1943 - Wanda Rutkiewicz, Pools bergbeklimster (overleden 1992)
- 1944 - Gennadi Jevrjoezjchin, Sovjet-voetballer (overleden 1998)
- 1944 - Hans van Mierlo (PvdA), Nederlands politicus en burgemeester
- 1944 - Miklós Páncsics, Hongaars voetballer (overleden 2007)
- 1944 - Willem Scholten, Nederlands ondernemer (overleden 2017)
- 1944 - Truus Wilders-IJlst, Nederlands beeldhouwster (overleden 2019)
- 1945 - Leslie Watson, Brits atlete (overleden 2024)
- 1946 - Carla Luyer, Nederlands atlete
- 1946 - Lucas Reijnders, Nederlands biochemicus en hoogleraar milieukunde
- 1947 - Chris Cauwenberghs, Belgisch (Vlaams) acteur (overleden 2025)
- 1947 - Dan Quayle, Amerikaans politicus
- 1948 - Alice Cooper, Amerikaans heavymetalmuzikant en -zanger
- 1948 - Carl Engelen, Belgisch voetballer
- 1949 - João Roberto Basílio (Basílio), Braziliaans voetballer
- 1950 - Robert Jan Stips, Nederlands toetsenist, arrangeur en producer
- 1950 - Mick Woodmansey, Brits drummer
- 1951 - Leny Breederveld, Nederlands actrice
- 1952 - Jenny Shipley, Nieuw-Zeelands politica
- 1953 - Ubiratã Espírito Santo (Bira), Braziliaans voetballer (overleden 2020)
- 1953 - Jerome Powell, Amerikaans bankier; voorzitter Fed
- 1954 - Michel Becquet, Frans trombonist
- 1954 - Andrej Karlov, Russisch diplomaat (overleden 2016)
- 1954 - Bort Koelewijn, Nederlands bestuurder en politicus; o.a. burgemeester van Kampen
- 1955 - Carme Junyent i Figueras, Spaans taalkundige (overleden 2023)
- 1956 - Guo Yuehua, Chinees tafeltennisser
- 1957 - Porgy Franssen, Nederlands acteur en regisseur
- 1957 - Evan Wolfson, Amerikaans advocaat en homoactivist
- 1958 - Werner Schwab, Oostenrijks toneelschrijver (overleden 1994)
- 1959 - Véronique Jamoulle, Belgisch politica
- 1959 - Johan Vlemmix, Nederlands ondernemer, zanger, politicus en activist
- 1960 - Siobhan Dowd, Brits-Iers schrijfster (overleden 2007)
- 1961 - Carine Crutzen, Nederlands actrice
- 1962 - Prem Radhakishun, Nederlands advocaat, columnist en televisiemaker
- 1963 - Andrés Espinosa, Mexicaans atleet
- 1963 - Sergej Fokitsjev, Russisch schaatser
- 1963 - Noodles, Amerikaans gitarist
- 1964 - Clifford Marica, Surinaams politicus
- 1964 - Oleh Protasov, Oekraïens voetballer
- 1964 - Steven Vanackere, Belgisch politicus
- 1964 - Marc Van Der Linden, Belgisch voetballer
- 1965 - Juan Curuchet, Argentijns wielrenner
- 1965 - John van Loen, Nederlands voetballer en voetbaltrainer
- 1966 - Niels Henriksen, Deens roeier
- 1966 - Vjatsjeslav Jekimov, Russisch wielrenner
- 1966 - Marjut Rolig, Fins langlaufer
- 1967 - Marcel van Driel, Nederlands kinderboekenschrijver
- 1967 - Silvia Felipo, Andorrees atlete
- 1968 - Marko Matvere, Estisch acteur
- 1969 - Eric Gérôme, Belgisch atleet
- 1969 - Guusje Nederhorst, Nederlands actrice (overleden 2004)
- 1970 - Japke-d. Bouma, Nederlands journaliste en columniste
- 1970 - Marilène van den Broek, lid van de Nederlandse koninklijke familie; echtgenote van prins Maurits
- 1970 - Kevin Campbell, Engels voetballer (overleden 2024)
- 1970 - Eugene Rhuggenaath, Curaçaos politicus; premier 2017-2021
- 1970 - Lawrence Sher, Amerikaans cameraman en regisseur
- 1971 - Yvonne Brunen, Nederlands wielrenster
- 1971 - Marco Ferrante, Italiaans voetballer
- 1971 - Eric Garcetti, Amerikaans Democratisch politicus; burgemeester van Los Angeles
- 1972 - Luís Pedro Magalhães, Portugees autocoureur
- 1972 - Manuel Mengis, Zwitsers jazztrompettist, componist en bandleider
- 1972 - Giovanni Silva de Oliveira, Braziliaans voetballer
- 1972 - Peter Uneken, Nederlands voetballer
- 1973 - Floris van den Berg, Nederlands filosoof
- 1973 - Oscar de la Hoya, Amerikaans bokser
- 1974 - Mijntje Donners, Nederlands hockeyster
- 1975 - Siegfried Grabner, Oostenrijks snowboarder
- 1975 - Jan Hruška, Tsjechisch wielrenner
- 1975 - Natalie Imbruglia, Australisch zangeres en actrice
- 1975 - Denis Pimankov, Russisch zwemmer
- 1976 - Masaki Kano, Japans autocoureur
- 1977 - Alice Amafo, Surinaams politica
- 1977 - Mirjam Bouwman, Nederlands televisiepresentatrice
- 1977 - Gavin DeGraw, Amerikaans zanger
- 1977 - Bruno Castanheira, Portugees wielrenner
- 1978 - Pavol Hurajt, Slowaaks biatleet
- 1979 - José Been, Nederlands sportverslaggeefster
- 1980 - Yared Asmerom, Eritrees atleet
- 1980 - Gary Kikaya, Congolees atleet
- 1981 - Paulien van Deutekom, Nederlands schaatsster (overleden 2019)
- 1981 - Paul de Lange, Nederlands voetballer
- 1981 - Johan Vansummeren, Belgisch wielrenner
- 1982 - Peter Dawson, Australisch wielrenner
- 1982 - Mathieu Heijboer, Nederlands wielrenner
- 1982 - Marco de Hollander, Nederlands zanger
- 1982 - Kimberly Wyatt, Amerikaans zangeres en danseres
- 1983 - Tonnie Cusell, Nederlands-Moluks voetballer
- 1984 - Sandeep Acharya, Indiaas zanger (overleden 2013)
- 1984 - Randy Rustenberg, Nederlands-Surinaams voetballer
- 1985 - Bug Hall, Amerikaans acteur
- 1985 - Clément Pinault, Frans voetballer (overleden 2009)
- 1985 - Floor Rieder, Nederlands illustrator
- 1985 - Pelle Rietveld, Nederlands atleet
- 1986 - Maximilian Götz, Duits autocoureur
- 1986 - Geoffrey Jourdren, Frans voetballer
- 1987 - Aleksandra Dawidowicz, Pools mountainbikester
- 1987 - Tjerk Noordraven, Nederlands kinderboekenschrijver
- 1987 - Lucie Šafářová, Tsjechisch tennisster
- 1987 - Nikita Vitjoegov, Russisch schaker
- 1988 - Pablo De Blasis, Argentijns voetballer
- 1988 - Rizana Nafeek, Sri Lankaans dienstmeisje (overleden 2013)
- 1988 - Edoardo Piscopo, Italiaans autocoureur
- 1988 - Eva De Roo, Belgisch radiopresentatrice
- 1989 - Valentina Goenina, Russisch schaakster
- 1989 - Jon Izagirre, Spaans wielrenner
- 1989 - Nkosi Johnson, Zuid-Afrikaans aidspatiënt (overleden 2001)
- 1990 - Nairo Quintana, Colombiaans wielrenner
- 1990 - Ekaterini Stefanidi, Grieks atlete
- 1991 - Mathew Leckie, Australisch voetballer
- 1992 - Navarone Foor, Nederlands voetballer
- 1992 - Samin Gómez Briceno, Venezolaans autocoureur
- 1993 - Emiliano Rigoni, Argentijns-Italiaans voetballer
- 1993 - Anouk Vetter, Nederlands atlete
- 1994 - Adrien Tameze, Kameroens-Frans voetballer
- 1994 - Josua Tuisova, Fijisch rugbyspeler
- 1995 - Anastasia Sedova, Russisch langlaufster
- 1995 - Pione Sisto, Deens-Zuid-Soedanees voetballer
- 1995 - Lisa Vittozzi, Italiaans biatlete
- 1996 - Michela Cambiaghi, Italiaans voetbalster
- 1996 - Noemie Thomas, Canadees zwemster
- 1997 - Henrik Bjørdal, Noors voetballer
- 1997 - Kelly Steen, Nederlands voetbalster
- 1998 - Eray Cömert, Zwitsers-Turks voetballer
- 1998 - Alex Plat, Nederlands voetballer
- 1998 - Alessandro Monaco, Italiaans wielrenner
- 1998 - Marin Šverko, Kroatisch-Duits voetballer
- 1998 - Maximilian Wöber, Oostenrijks voetballer
- 1999 - Derrick Köhn, Duits voetballer
- 1999 - Ché Nunnely, Nederlands-Surinaams voetballer
- 1999 - Veljko Stojnić, Servisch wielrenner
- 2000 - Enaam Ahmed, Brits autocoureur
- 2000 - Davy van den Berg, Nederlands voetballer
- 2000 - Vincent Thill, Luxemburgs voetballer
- 2001 - Indy Baijens, Nederlands volleybalster
- 2001 - Jenno Berckmoes, Belgisch wielrenner
- 2001 - Andrea Carboni, Italiaans voetballer
- 2001 - Lois Niënhuis, Nederlands voetbalster
- 2002 - Mateja Bajunović, Nederlands-Servisch voetballer
- 2002 - Remi De Smet, Belgisch acteur
- 2002 - Troy Parrott, Iers voetballer
- 2002 - Jarne Steuckers, Belgisch voetballer
- 2002 - Graham Verchere, Canadees jeugdacteur
- 2002 - Emiel Verstrynge, Belgisch veldrijder
- 2003 - Floor Oussoren, Nederlands voetbalster
- 2004 - Paul Aron, Estisch autocoureur
- 2004 - Lewis Schouten, Nederlands voetballer
- 2005 - Zidan Sertdemir, Deens-Turks voetballer
- 2007 - Sebastian Murray, Schots-Emirati autocoureur

## Overleden

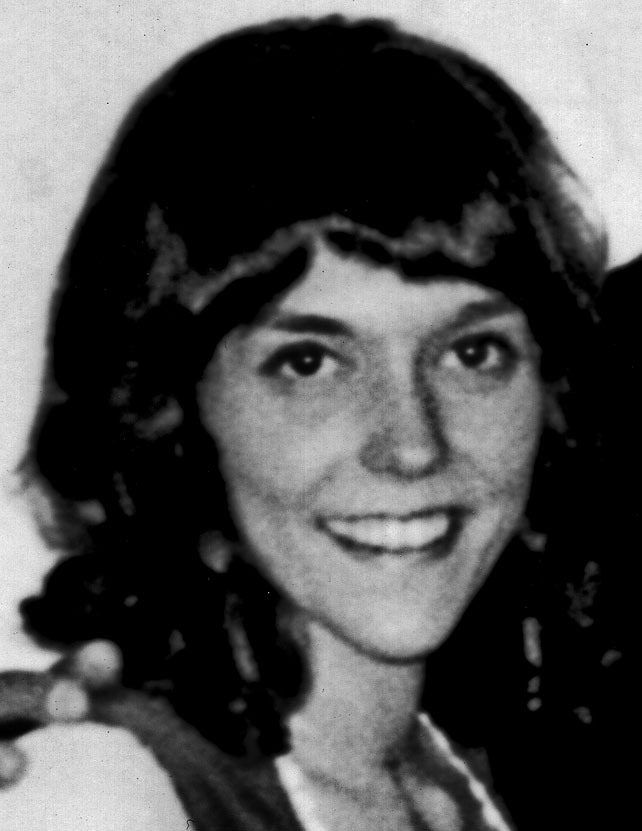
Karen Carpenter,
overleden in 1983

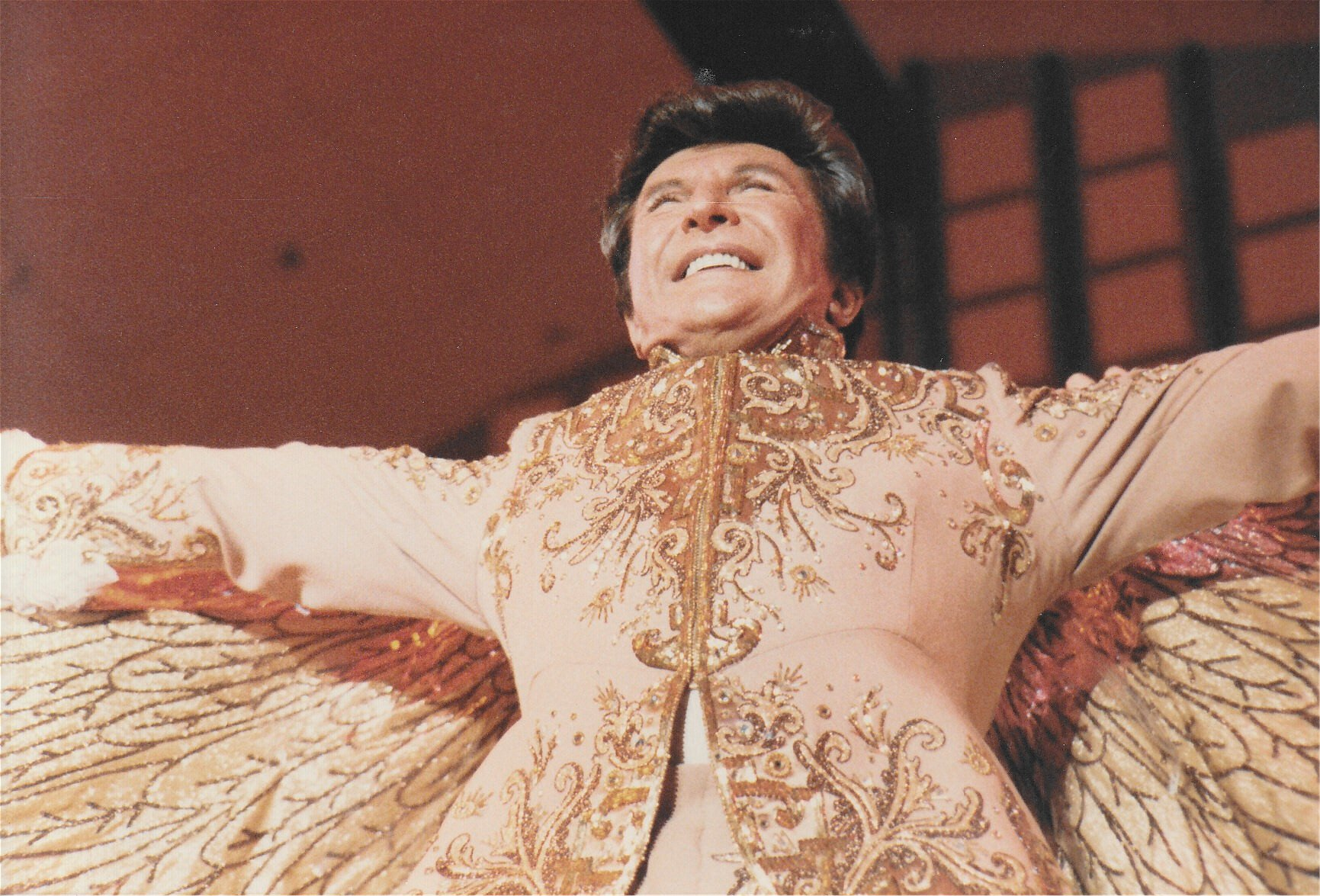
Wladziu Valentino Liberace in 1983,
overleden in 1987

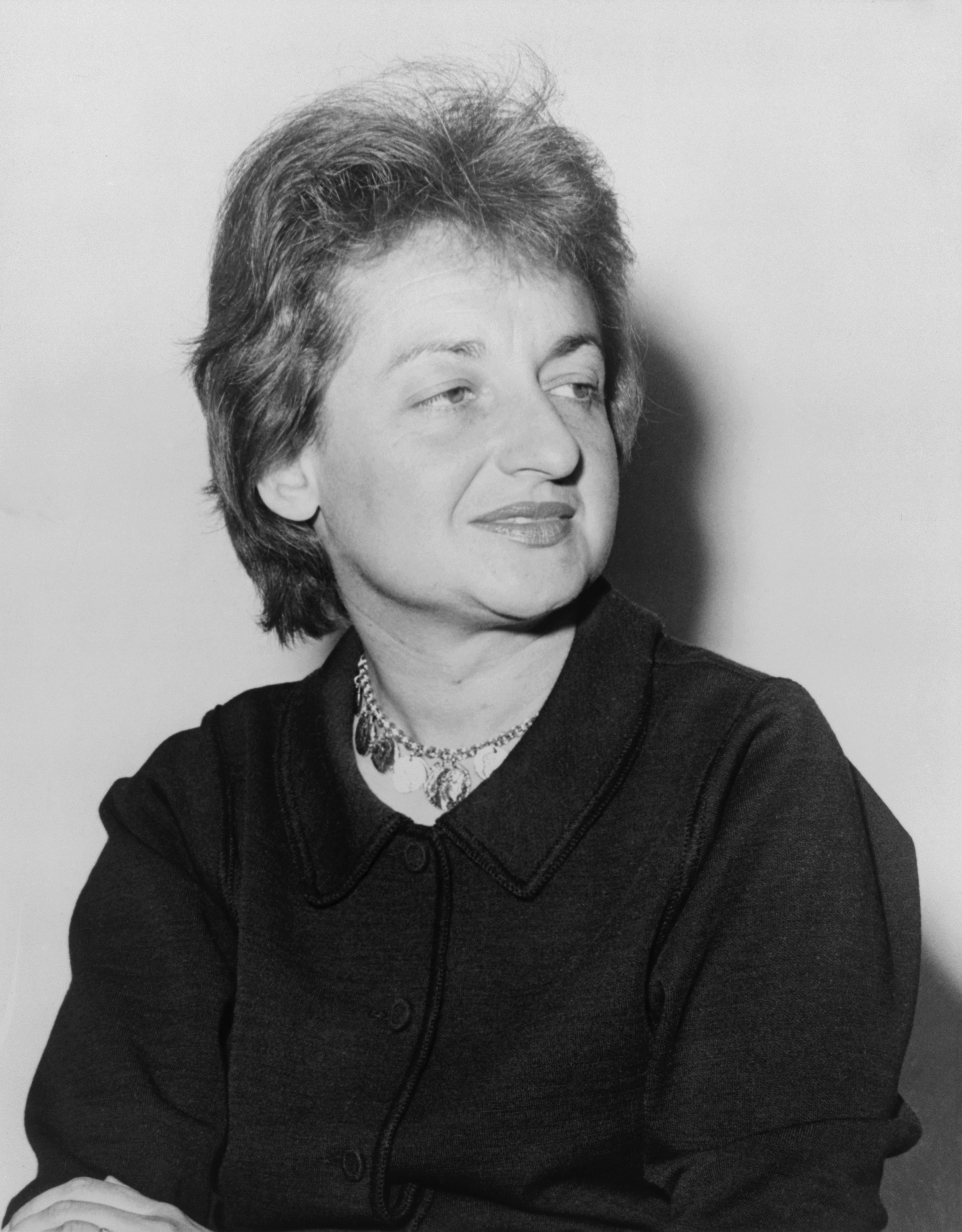
Betty Friedan,
overleden in 2006

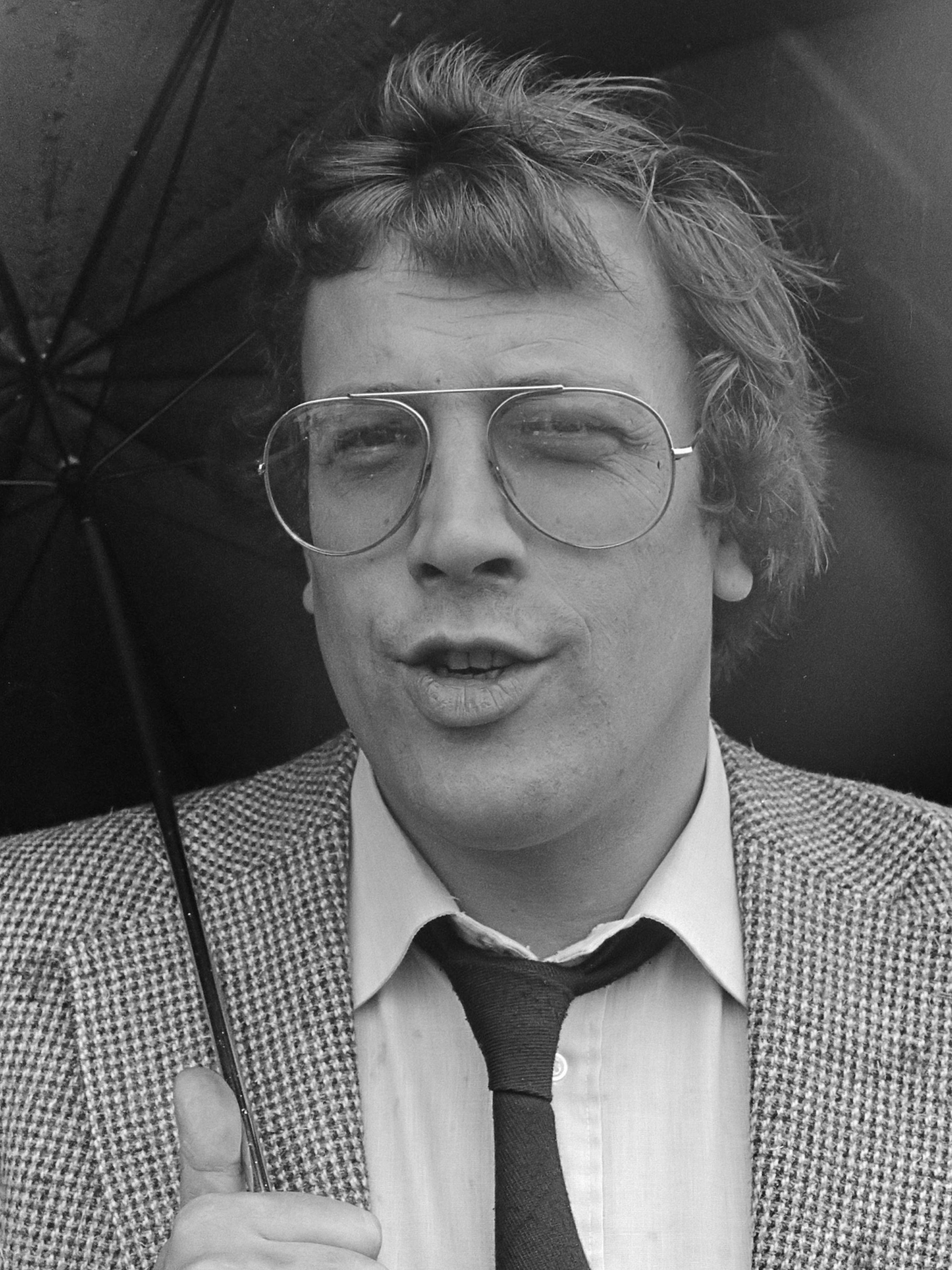
Jan van Veen
overleden in 2024

- 211 - Septimius Severus (ca. 65), Romeins keizer
- 708 - Sisinnius (ca. 58), paus van Rome
- 856 - Hrabanus Maurus (ca. 75), Frankisch benedictijner monnik en geleerde
- 1222 - Willem I (ca. 53), graaf van Holland
- 1505 - Johanna van Frankrijk (40), eerste echtgenote van de latere koning Lodewijk XII van Frankrijk; heilig verklaard in 1950
- 1616 - Samuel Pallache (66), Marokkaans diplomaat
- 1694 - Natalja Narisjkina (42), tsarina-gemalin van Rusland
- 1752 - Lodewijk IV van Orléans (48), hertog van Valois en Orléans
- 1844 - Willem de Clercq (49), Nederlands dichter
- 1889 - Gijsbertus Schot (78), Nederlands politicus, advocaat en notaris
- 1912 - Franz Reichelt (32), Oostenrijks eenmalig parachutist
- 1914 - Fred Lorz (29), Amerikaans atleet
- 1915 - Mary Elizabeth Braddon (77), Engels schrijfster
- 1920 - Jean-Louis Émile Boudier (92), Frans apotheker en mycoloog
- 1921 - Xavier Mellery (75), Belgisch schilder, tekenaar en illustrator
- 1923 - Giuseppe Prisco (89), Italiaans aartsbisschop en kardinaal
- 1928 - Hendrik Lorentz (74), Nederlands wis- en natuurkundige
- 1941 - Samuel van den Bergh (76), Nederlands ondernemer
- 1947 - Jean Strauwen (68), Belgisch componist, muziekpedagoog en dirigent
- 1956 - Leendert Antonie Donker (56), Nederlands politicus
- 1958 - Frédéric de Merode (46), Belgisch prins
- 1959 - Una O'Connor (78), Iers actrice
- 1961 - Piet Kramer (79), Nederlands architect
- 1961 - Jacob Meinen (61), Nederlands architect
- 1964 - Kate Leigh (82), Australisch onderwereldfiguur
- 1964 - Wytze Martens (56), Nederlands burgemeester
- 1967 - Herman Teirlinck (87), Belgisch roman- en toneelauteur en dichter
- 1968 - Gerard den Brabander (67), Nederlands dichter
- 1968 - Neal Cassady (41), Amerikaans schrijver
- 1974 - Satyendra Nath Bose (80), Indiaas natuurkundige
- 1983 - Karen Carpenter (32), Amerikaans zangeres
- 1985 - Nic Hoydonckx (84), Belgisch voetballer
- 1987 - Bruce Jacobi (41), Amerikaans autocoureur
- 1987 - Liberace (67), Amerikaans pianist en entertainer
- 1987 - Carl Rogers (85), Amerikaans psycholoog
- 1994 - Fred De Bruyne (63), Belgisch wielrenner en sportjournalist
- 1995 - Jelena Michailovskaja (45), Russisch damster
- 1995 - Roel Wiersma (62), Nederlands voetballer
- 1998 - Lulof Heetjans (81), Nederlands voetballer
- 1999 - Vittorio Marzotto (76), Italiaans autocoureur
- 2001 - Ernie McCoy (79), Amerikaans autocoureur
- 2001 - Iannis Xenakis (78), Grieks-Frans componist en architect
- 2002 - Agatha Barbara (78), Maltees politica
- 2002 - Sigvard Bernadotte (94), prins van Zweden
- 2003 - Pierre Carteus (59), Belgisch Voetballer
- 2003 - André Noyelle (71), Belgisch wielrenner
- 2003 - George Pauli (80), Nederlands militair officier en intendant van de koninklijke paleizen
- 2005 - Ossie Davis (87), Amerikaans acteur, tekstschrijver en activist
- 2006 - Friedrich Engel (97), Duits SS-officier
- 2006 - Betty Friedan (85), Amerikaans feministe, schrijfster en activiste
- 2007 - Ilja Kormiltsev (47), Russisch dichter, vertaler en uitgever
- 2007 - Barbara McNair (79), Amerikaans zangeres en actrice
- 2007 - Kurt Schubert (83), Oostenrijks hebraïcus en judaïst
- 2008 - Johan Willem de Bruyn Kops (85), Nederlands Engelandvaarder
- 2008 - Tata Guines (77), Cubaans percussionist
- 2008 - Charley van de Weerd (87), Nederlands voetballer
- 2009 - Tom Brumley (73), Amerikaans steelgitarist
- 2009 - Christophe Dupouey (40), Frans mountainbiker
- 2009 - Arnljot Eggen (85), Noors dichter
- 2009 - Lux Interior (62), Amerikaans zanger
- 2011 - Anton Ebben (80), Nederlands springruiter
- 2011 - Michael Habeck (66), Duits acteur
- 2011 - Lena Nyman (66), Zweeds actrice
- 2011 - Tura Satana (72), Japans-Amerikaans actrice en erotisch danseres
- 2012 - István Csurka (77), Hongaars journalist en politicus
- 2012 - Florence Green (110), laatst overlevende Brits veterane uit WO I
- 2013 - Donald Byrd (80), Amerikaans jazztrompettist
- 2013 - Julian Coco (89), Nederlands contrabassist en gitarist
- 2013 - Theresia van der Pant (88), Nederlands beeldhouwster
- 2013 - Reg Presley (71), Brits zanger
- 2014 - Peter de Leeuwe (66), Nederlands drummer
- 2014 - Minus Polak (85), Nederlands politicus en bestuurder
- 2016 - Dave Mirra (41), Amerikaans BMX'er en zakenman
- 2016 - Etienne De Vylder (80), Belgisch voetballer
- 2016 - Edgar Mitchell (85), Amerikaans astronaut
- 2017 - Hans van der Hoek (83), Nederlands voetballer
- 2018 - Alan Baker (78), Brits wiskundige
- 2018 - Louis Debij (80), Nederlands percussionist
- 2018 - John Mahoney (77), Brits-Amerikaans acteur
- 2019 - Isacio Calleja (82), Spaans voetballer
- 2019 - Hans Eijsvogel (91), Nederlands sportjournalist
- 2019 - Bernard Lietaer (76), Belgisch econoom, professor en auteur
- 2019 - Matti Nykänen (55), Fins schansspringer
- 2019 - Vjatsjeslav Ovtsjinnikov (82), Russisch componist en dirigent
- 2020 - Daniel arap Moi (95), Keniaans politicus (president 1978-2002)
- 2022 - Joris Vanhaelewyn (85), Belgisch pedagoog, dichter en ontwikkelingswerker
- 2023 - Luciano Armani (82), Italiaans wielrenner
- 2023 - Sherif Ismail (67), Egyptisch politicus
- 2023 - Geert-Jan Laan (79), Nederlands (onderzoeks)journalist en publicist
- 2023 - Roberto Ongpin (86), Filipijns zakenman en politicus
- 2024 - Hage Geingob (82), Namibisch politicus; president (2015-2024); premier (1990-2002, 2012-2015)
- 2024 - Kurt Hamrin (89), Zweeds voetballer
- 2024 - Giacomo Losi (88), Italiaans voetballer
- 2024 - Han Reil (84), Nederlands orgelmaker
- 2024 - Jan van Veen (79), Nederlands radio-dj en -presentator
- 2025 - Aga Khan IV (88), Brits-Portugees religieuze leider
- 2025 - Marijke Thunnissen (97), Nederlands textielkunstenaar en schilder

## Viering/herdenking
- Onafhankelijkheidsdag Sri Lanka
- Wereldkankerdag
- Rooms-katholieke kalender:

Onafhankelijkheidsdag Sri Lanka

  - Heilige Veronica (volgens de bollandisten) († 1e eeuw)
  - Heilige Gilbert (van Sempringham) († 1189/1190)
  - Jezuïetenmissionaris-martelaren: o.a. heilige Johan de Britto († 1693)
  - Heilige Joanna (van Frankrijk) († 1505)
  - Heilige Vulgis (van Lobbes) († c. 760)
  - Heilige Eutychius van Rome († c. 304)
  - Heilige Abraham van Arbela († c. 345)
  - Zalige Hrabanus Maurus († 856)

## Weerextremen

### Nederland
| | Officiële records | Officiële records | Officiële records |      | Landelijke records | Landelijke records | Landelijke records     |
| Gebeurtenis | Jaar              | Extreem           | Locatie           | Jaar | Extreem            | Locatie            |                        |
| --- | ----------------- | ----------------- | ----------------- | ---- | ------------------ | ------------------ | ---------------------- |
| Laagste etmaalgemiddelde temperatuur (°C) | 2012              | −12,1             | De Bilt           |      | 2012               | −16,6              | Lelystad               |
| Hoogste etmaalgemiddelde temperatuur (°C) | 2004              | 14,4              | De Bilt           |      | 2004               | 14,7               | Eindhoven              |
| Laagste minimumtemperatuur (°C) | 2012              | −18,9             | De Bilt           |      | 2012               | −22,9              | Lelystad               |
| Hoogste minimumtemperatuur (°C) | 2004              | 11,3              | De Bilt           |      | 2004               | 12,6               | Westdorpe, Woensdrecht |
| Laagste maximumtemperatuur (°C) | 1912              | −6,3              | De Bilt           |      | 2012               | −9,0               | Lelystad               |
| Hoogste maximumtemperatuur (°C) | 2004              | 16,6              | De Bilt           |      | 2004               | 18,0               | Eindhoven              |
| Hoogste uurgemiddelde windsnelheid (m/s) | 1944              | 19,5              | De Bilt           |      | 1944               | 24,2               | De Kooy                |
| Hoogste windstoot (m/s) | 1951              | 21,6              | De Bilt           |      | 1988               | 29,3               | Huibertgat             |
| Langste zonneschijnduur (uur) | 2012              | 8,1               | De Bilt           |      | 1985               | 8,5                | Eindhoven              |
| Langste neerslagduur (uur) | 2001              | 17,4              | De Bilt           |      | 2001               | 21,2               | Twenthe                |
| Hoogste etmaalsom van de neerslag (mm) | 2001              | 25,3              | De Bilt           |      | 2001               | 28,5               | Hoek van Holland       |
| Laagste etmaalgemiddelde relatieve vochtigheid (%) | 1929              | 56                | De Bilt           |      | 1929               | 56                 | De Bilt                |
| Laagste uurwaarde luchtdruk op zeeniveau (hPa) | 1951              | 974,4             | De Bilt           |      | 1951               | 972,1              | Vlissingen             |
| Hoogste uurwaarde luchtdruk op zeeniveau (hPa) | 2012              | 1041,8            | De Bilt           |      | 2012               | 1042,1             | Eelde                  |
| Officiële records worden altijd gemeten op het KNMI-weerstation in De Bilt. Landelijke records kunnen worden gemeten op elk officieel KNMI-weerstation in Nederland. |                   |                   |                   |      |                    |                    |                        |

Uitzonderlijke gebeurtenissen
- 1825 - Stormvloed van 1825
- 1917 - Officieel laagste maximumtemperatuur in °C van het jaar gemeten in De Bilt: −6,1
- 2004 - Officieel maandrecord hoogste etmaalgemiddelde temperatuur in °C van februari gemeten in De Bilt: 14,4
- 2004 - Landelijk maandrecord hoogste minimumtemperatuur in °C van februari gemeten in Westdorpe en Woensdrecht: 12,6. Samen met 24 februari 2021
- 2012 - Officieel laagste minimumtemperatuur in °C van het jaar gemeten in De Bilt: −18,9
- 2012 - Landelijk laagste minimumtemperatuur in °C van de 21e eeuw gemeten in Lelystad: −22,9[16][17]

### België
Dagrecords
- 1917 - Laagste etmaalgemiddelde temperatuur −9,9 °C
- 2004 - Hoogste etmaalgemiddelde temperatuur 14,7 °C
- 1917 - Laagste minimumtemperatuur −15,4 °C
- 2004 - Hoogste maximumtemperatuur 16,7 °C
- 1997 - Hoogste etmaalsom van de neerslag 18,7 mm

Uitzonderlijke gebeurtenissen
- 1963 - Sneeuwlaag in Botrange (Waimes): 84 cm
- 2012 - De minima liggen overal onder −10 °C en de maxima komen nergens boven −2 °C.

<< · 1 · 2 · 3 · 4 · 5 · 6 · 7 · 8 · 9 · 10 · 11 · 12 · 13 · 14 · 15 · 16 · 17 · 18 · 19 · 20 · 21 · 22 · 23 · 24 · 25 · 26 · 27 · 28 · 29 · (30) · >>